# 黛安·克拉克
黛安·克拉克（英語：Diane Cluck），是一位美国创作歌手，她将自己的音乐称作“直觉民谣”（intuitive folk）。黛安现居于弗吉尼亚州。

## 早年经历
黛安在宾夕法尼亚州的兰开斯特长大。她从7岁开始学习钢琴，后来在宾夕法尼亚音乐学院（Pennsylvania Academy of Music）接受古典音乐训练。

## 风格
《乡村之声》的肖恩·博斯勒（Shawn Bosler）写道：“她很可能是最精致、最优雅的新民谣歌手之一。一位才华横溢又极具个人特色的吉他手，一位机智诙谐的作词人，一位声音充满力量且想象力丰富的作曲家；她那幽暗而内省的曲调让人很难不被打动，有点像一个更世俗版的凯特·布什。”

## 作品
- 《Diane Cluck》 - 2000
- 《Macy's Day Bird》 - 2001
- 《Black With Green Leaves》 - 2002
- 《Oh Vanille/Ova Nil》 - 2003
- 《Countless Times》 - 2005
- 《Monarcana, 2001-2004》 - 2006
- 《Oh Vanille/Ova Nil》（新增之前未发行曲目） - 2010
- 《Boneset》 - 2014